# Дустрів
Дустрів, Прибилів (рос. Прибылев, пол. Dustrów) — потік в Україні, у Тисменицькому районі Івано-Франківської області у Галичині. Правий доплив Тлумача, (басейн Дністра).

## Опис
Довжина потоку приблизно 3,56 км, найкоротша відстань між витоком і гирлом — 3,23  км, коефіцієнт звивистості потоку — 1,1 . Потік тече на Покутті.

## Розташування
Бере початок на південних схилах гори Божницька (300 м) у селі Прибилів. Тече переважно на північний схід і на південно-східній стороні від села Терновиця на висоті 261,0 м над рівнем моря впадає у річку Тлумач, праву притоку Дністра.

## Цікавий факт
- У XIX столітті на дорозі, яка проходить через Божницьку гору (між селами Прибилів та Королівка) розташовано багато фігурних хрестів[2].